# Биоинформатика
Биоинформатиката е сравнително ново интердисциплинарно научно направление, което развива дейност в сечението на биология (молекулярна биология, биотехнология, генно инженерство), химия (биохимия), математика, инженерни науки, информатика, както и системна и изчислителна биология.
В най-общи линии биоинформатиката се занимава основно с:
- моделиране на биологични системи и функции;
- анализиране на лабораторни данни;
- генериране на модели на база натрупани данни от експерименти;
- изследване на нови данни с помощта на математически модели;
- разпознаване на мотиви в експериментални данни;
- предсказване на функции на гени и белтъци.
- in silico експерименти